# Салтыкова, Федосия Петровна
Федо́сия Петро́вна Салтыко́ва (5 апреля 1927 года — 1 марта 2007 года) — свинарка колхоза имени М. Горького Кугарчинского района РБ, Герой Социалистического Труда.

## Биография
Федосия Петровна Салтыкова родилась 5 апреля 1927 г. в д. Ново-Сапашево Кугарчинского района БАССР.
В 1944 году Федосия Петровна окончила 6 классов Волостновской семилетней школы.
Трудовую деятельность начала в 1944 г. в колхозе имени М. Горького Кугарчинского района. С 1956 г. работала свинаркой.
Благодаря применению передовых методов труда Ф. П. Салтыкова добивалась высоких показателей по получению и сохранению приплода поросят. Ежегодно получала по 2—2,5 опороса от каждой основной свиноматки. В 1960—1965 гг. вырастила и сдала на доращивание 1 953 поросенка со средним отъемным весом до 18 килограммов. За три года получила и сохранила по 25 поросят от каждой из 13 основных свиноматок.
За достигнутые успехи в развитии животноводства, увеличении производства и заготовок мяса Указом Президиума Верховного Совета СССР от 28 марта 1966 г. Ф. П. Салтыковой присвоено звание Героя Социалистического Труда.
До ухода на пенсию в 1982 г. работала в колхозе имени М. Горького заведующей фермой, фасовщиком, конюхом, ночным охранником свинофермы.
Салтыкова Федосия Петровна умерла 1 марта 2007 года.

## Награды
- Герой Социалистического Труда (19)
- Награждена орденом Ленина (1966), медалью «За доблестный труд в Великой Отечественной войне 1941—1945 гг.».

Награждена более чем десятью Почетными грамотами райкома и исполкома райсовета, значком «Лучшая свинарка Башкирской АССР». Её имя было занесено в республиканскую Книгу почета.